# Лари Кристиянсен
Лари Марк Кристиянсен е американски гросмайстор, който израства в Ривърсайд, щата Калифорния. Шампион е на САЩ през 1980, 1983 и 2002 г. Описва стила си на игра като агресивен и тактичен и предпочита дебюти като Староиндийска защита, вариант Земиш.

## Биография
Кристиянсен демонстрира изключителна сила още на ранна възраст. На три пъти печели, след покана за участие, Националното първенство за юноши на САЩ – 1973, 1974 и 1975. През 1977 г., на възраст от 21 години, става гросмайстор без да е бил преди това международен майстор, нещо постигнато само от малцина. Кристиянсен поделя първо място с Анатоли Карпов на турнира в Линарес през 1981 г. Спечелва Откритото първенство на Канада през 2001 г. Спечелва турнира в Кюрасао през 2008 г.
В периода 28-29 септември 2002 г. Кристиянсен изиграва мач в четири партии срещу компютърната програма „Chessmaster 9000“ на компанията Ubi Soft Entertainment. Мачът от вида „човек срещу компютъра“ завършва с победа за програмата и резултат 2,5:1,5 т.
Участва на два нокаут турнира на ФИДЕ за световната титла. През 1997 г. в Гронинген е отстранен в първия кръг от Улф Андерсон, а през 2002 г. в Москва отпада също в първия кръг след загуба от Сергей Тивяков.
Той е автор на две известни шахматни книги, които разкриват агресивния стил на игра на американеца: „Storming the Barricades“ (2000) and „Rocking the Ramparts“ (2004).
Лари също е известен с тънкото си отроумие и хумор, както и с ентусиазма си да обучава ученици по шахмат. Той е сред най-активните интернет състезатели и е изиграл десетки хиляди партии на онлайн на сървъра ICC (Internet Chess Club).
Автор е на няколко статии за списанието „New in Chess“ в периода 1991-2006.